# 3GP
3GP是一种多媒體儲存格式，由Third Generation Partnership Project（3GPP）定義，主要用於3G手機上。

## 技術細節
3GP是MPEG-4 Part 14（MP4）的一種簡化版本，減少了儲存空間和較低的頻寬需求，讓手機上有限的儲存空間可以使用。3GP檔案影像的部份可以用MPEG-4 Part 2、H.263或MPEG-4 Part 10 (AVC/H.264)等格式來儲存，聲音的部份則支援AMR-NB、AMR-WB、AMR-WB+、AAC-LC或HE-AAC來當作聲音的編碼。目前3GP檔案有兩種不同的標準：
- 3GPP（針對GSM手機，副檔名為.3gp）
- 3GPP2（針對CDMA手機，副檔名為.3g2）

這兩種格式影像方面都採用MPEG-4及H.263，而聲音則採用AAC或AMR標準。
3GP格式视频有两种分辨率：
1.分辨率320×240，适合市面上所有支持3GP格式的手机。
2.分辨率352×288，清晰，适合高档手机、MP4播放器、PSP以及苹果iPod.

## 外部連結
- 3GP.com（页面存档备份，存于）